# John Stamos
John Phillip Stamos (Cypress, 19 de agosto de 1963) é um ator americano. Ele é conhecido pelo público por interpretar Jesse Katsopolis (ou, popularmente, Tio Jesse) nas séries Full House e Fuller House.

## Biografia
Começou sua carreira na televisão na série/novela General Hospital como Blackie Parrish. Depois, ele se juntou ao elenco de Full House, seriado da ABC, como Adam Cochran, mas mudou o nome de seu personagem para Jesse antes da estréia da série. Na 2ª Temporada, ele mudou também o sobrenome de seu personagem para Katsopolis para evidenciar sua herança grega, da qual ele tem muito orgulho.
Após a 8ª Temporada de Três É Demais, a ABC anunciou que iria parar sua exibição e que a 9ª Temporada seria exibida na The WB. Por causa disso, Stamos anunciou que iria deixar a série após a 8ª Temporada. Sendo sua influência na série muito grande, nunca houve uma 9ª Temporada e a 8ª acabou sendo a última.
John Stamos então fez inúmeras aparições em filmes feito para a televisão, peças de teatro e comerciais. Ele tem uma ativa carreira em música, tendo sido baterista do grupo The Beach Boys, também tendo aparecido na Broadway como o Mestre de Cerimônias em Cabaret, em Nine e How To Succeed In Business Without Even Trying.
Em 2003, ele se fez aparecer em I AM STAMOS, filme ganhador de prêmios que foi exibido em mais de 50 festivais ao redor do mundo.
Ele estrelou a série Thieves (exibida no Brasil pelo SBT como Os Vigaristas) em 2001 no papel principal, recentemente tendo estrelado e protagonizado também a série Jake in Progress. John Stamos fez parte do elenco fixo da 13ª Temporada da série de drama médico ER (Plantão Médico) no papel do paramédico, médico interno e veterano da Guerra do Golfo, Tony Gates, personagem que desempenhou também em dois episódios da 12ª Temporada,quando ainda estava em Jake in Progress (razão dele não ter entrado anteriormente para substituir Noah Wyle como protagonista da série).
Em sua vida pessoal, já foi casado com a atriz/modelo Rebecca Romijn-Stamos (a Mística de X-Men - O Filme, X-Men 2 e X-Men: O Confronto Final) de 1998 a 2005 e já namorou mulheres famosas como Denise Richards, Lori Loughlin (que interpretava sua esposa em Três É Demais), Demi Moore e, ultimamente, a juíza do American Idol, Paula Abdul. Ele também é grande fã da Disney e coleciona algumas figuras de ação.
Stamos teve uma pequena participação  especial na Serie Two and a half men, no 1º episódio da 9ª Temporada como um amigo de Charlie Harper, que desejava comprar sua casa em Malibu.
Trabalhou na série televisiva Grandfathered (exibida pelo canal FOX), como Jimmy Martino, que só durou 1ª Temporada. Foi confirmado na 2 temporada de Scream Queens como Jack holt um cirurgião brilhante. Participou, como convidado especial, das três temporadas de Fuller House, produzida pela Netflix, que mostra o reencontro dos personagens da popular Três é Demais.

## Música
Forever - 3:10
A música, de autoria Dennis Wilson, falecido baterista da banda The Beach Boys foi apresentada no capítulo onde Jesse mostra seu vídeo clipe à sua família.

## Filmografia
| Ano  | Título                     | Personagem                |
| ---- | -------------------------- | ------------------------- |
| 1986 | Never Too Young to Die     | Lance Stargrove           |
| 1991 | Born to Ride               | Grady Westfall            |
| 1997 | Private Parts              | Ele mesmo                 |
| 2000 | Dropping Out               | Ronny                     |
| 2001 | My Best Friend's Wife      | Steve Richards            |
| 2002 | Femme Fatale               | Agente Cheesy             |
| 2002 | Run Ronnie Run             | Ele mesmo                 |
| 2003 | Party Monster              | Apresentador do talk show |
| 2004 | I Am Stamos                | Ele mesmo                 |
| 2004 | Knots                      | Cal Scoppa                |
| 2006 | Wedding Wars               | Shel Grandy               |
| 2007 | Farce of the Penguins      | Penguim                   |
| 2010 | Father of Invention        | Steven Leslie             |
| 2014 | My Man Is a Loser          | Mike                      |
| 2014 | They Came Togheter         | Engenheiro assistente     |
| 2016 | My Big Fat Greek Wedding 2 | George                    |

### Televisão
| Ano         | Título                                       | Personagem                                |
| ----------- | -------------------------------------------- | ----------------------------------------- |
| 1982        | General Hospital                             | Blackie Parrish                           |
| 1984        | Dreams                                       | Gino Minnelli                             |
| 1985        | Alice in Wonderland                          | O mensageiro                              |
| 1986        | You Again?                                   | Matt Willows                              |
| 1987-1995   | Full House                                   | Jesse Katsopolis                          |
| 1989        | The New Mickey Mouse Club                    |                                           |
| 1990        | Daughter of the Streets                      | Joey                                      |
| 1991        | Captive                                      | Robert Knott                              |
| 1992        | Hangin' with Mr. Cooper                      | Jesse Katsopolis                          |
| 1993        | The Disappearance of Christina               | Joe Seldon                                |
| 1993        | Tales from the Crypt                         | Johnny                                    |
| 1994        | Fatal Vows: The Alexandra O'Hara Story       | Nick Pagan                                |
| 1997        | Tracey Takes On...                           | Rob Trasca                                |
| 1997        | A Match Made in Heaven                       | Tom Rosner                                |
| 1998        | The Marriage Fool                            | Robert Walsh                              |
| 1999        | Sealed with a Kiss                           | Bennett Blake                             |
| 2000        | Fortunate Son                                |                                           |
| 2000        | The Beach Boys: An American Family           | Baterista                                 |
| 2000        | How to Marry a Billionaire: A Christmas Tale | Tom Nathan                                |
| 2001        | Thieves                                      | Johnny                                    |
| 2003        | Friends                                      | Zach                                      |
| 2003        | The Reagans                                  | John Sears                                |
| 2005        | The Andy Milonakis Show                      | Ele mesmo                                 |
| 2005        | Jake in Progress                             | Jake Phillips                             |
| 2005        | ER                                           | Dr. Tony Gates                            |
| 2006        | Wedding Wars                                 | Shel Grandy                               |
| 2008        | A Raisin in the Sun                          | Karl Lindner                              |
| 2008        | The Comedy Central Roast of Bob Saget        | Ele mesmo                                 |
| 2008        | The Two Mr.Kissels                           | Andrew Kissel                             |
| 2010        | Entourage                                    | Ele mesmo                                 |
| 2010        | Glee                                         | Carl Howell                               |
| 2011        | Two and a Half Men                           | Comprador                                 |
| 2013        | The New Normal                               | Brice                                     |
| 2013        | Necessary Roughness                          | Connor McClane                            |
| 2013        | Losing it with Stamos                        | Ele mesmo                                 |
| 2013        | I Am Victor                                  | Victor                                    |
| 2015        | Two and a Half Men                           | Ele mesmo (Episódio: Of Course He's Dead) |
| 2015 - 2016 | Grandfathered                                | Jimmy Martino                             |
| 2016-2020   | Fuller House                                 | Jesse Katsopolis                          |
| 2016        | Scream Queens                                | Dr. Brock Holt                            |
| 2017        | Who Do You Think You Are?                    | Ele mesmo                                 |
| 2018        | You                                          | Dr. Nicky                                 |
| TBA         | Big Shot                                     | Marvyn                                    |